# خوسيه باليفيان
خوسيه باليفيان (بالإسبانية: José Ballivián) (و. 1805 – 1852 م) هو سياسي من بوليفيا ولد في لاباز.
تولى منصب رئيس بوليفيا .